# Карлос Моралес Сантос
Карлос Моралес Сантос (ісп. Carlos Morales Santos, нар. 4 листопада 1968, Асунсьйон) — парагвайський футболіст, що грав на позиції півзахисника.

## Клубна кар'єра
У дорослому футболі дебютував 1985 року виступами за команду «Гуарані» з рідного міста Асунсьйон, в якій провів три сезони.
Своєю грою за цю команду привернув увагу представників тренерського штабу клубу «Індепендьєнте» (Авельянеда), до складу якого приєднався 1988 року. Відіграв за команду з Авельянеди наступні три сезони своєї ігрової кар'єри.
Згодом з 1991 року грав у Чилі за «Універсідад де Чилі», але швидко повернувся в Аргентину, де грав за клуби «Хімнасія і Есгріма» (Ла-Плата), «Ньюеллс Олд Бойз», «Хімнасія і Есгріма» (Жужуй) та «Колон».
2002 року грав у Мексиці за «Тампіко Мадеро», після чого знову повернувся в Аргентину, але в подальшому грав виключно за клуби нижчих дивізіонів — «Хімнасія і Есгріма» (Жужуй), «Расинг» (Кордова) та «Сан Мартін (т)».
Завершив професійну ігрову кар'єру у клубі третього аргентинського дивізіону «Сентраль Норте», за який виступав протягом 2006—2007 років.

## Виступи за збірну
1997 року (у віці 29 років) дебютував в офіційних матчах у складі національної збірної Парагваю. У складі збірної був учасником чемпіонату світу 1998 року у Франції. Там він був дублером і зіграв тільки одну гру проти Болгарії (0:0), яка була його останньою грою в збірній. Всього протягом кар'єри у національній команді провів у формі головної команди країни 7 матчів.